# Роменська порода гусей
Ро́менська поро́да гусе́й — порода місцевих поширених в Україні гусей.
Назву дістала від міста Ромен на Сумщині.
Гуси роменської породи мають міцну конституцію, широкий тулуб, коротку товсту шию, широкі груди, на животі 1-2 складки шкіри. Оперення — сіре (80 %), біле, рябе. Дзьоб — помаранчевий, ноги рожево-червоні. Жива маса гусаків — 6-7 кг, гусок 4,5-6 кг. Несучість — 10-20 (до 48) яєць на рік. Маса яйця — 145—160 грам.
Гуси пристосовані до місцевих умов, добре відгодовуються, м'ясо жирне, соковите.
Найбільшого поширення розведення гусей роменської породи набуло у областях Східної та Південної України, а також на Хмельниччині. Їх використовували при виведенні великої сірої породи гусей і переяславської породної групи гусей.